# Rouvres (Eure-et-Loir)
Rouvres ist eine französische Gemeinde mit 818 Einwohnern (Stand 1. Januar 2022) im Département Eure-et-Loir in der Region Centre-Val de Loire; sie gehört zum Arrondissement Dreux und zum Kanton Anet.

## Geschichte
Das Château de Rouvres ist vermutlich der Ort, an dem Jacques de Brézé 1477 seine Ehefrau mit dem Schwert erstach, nachdem er sie beim Ehebruch überrascht hatte.

### Bevölkerungsentwicklung

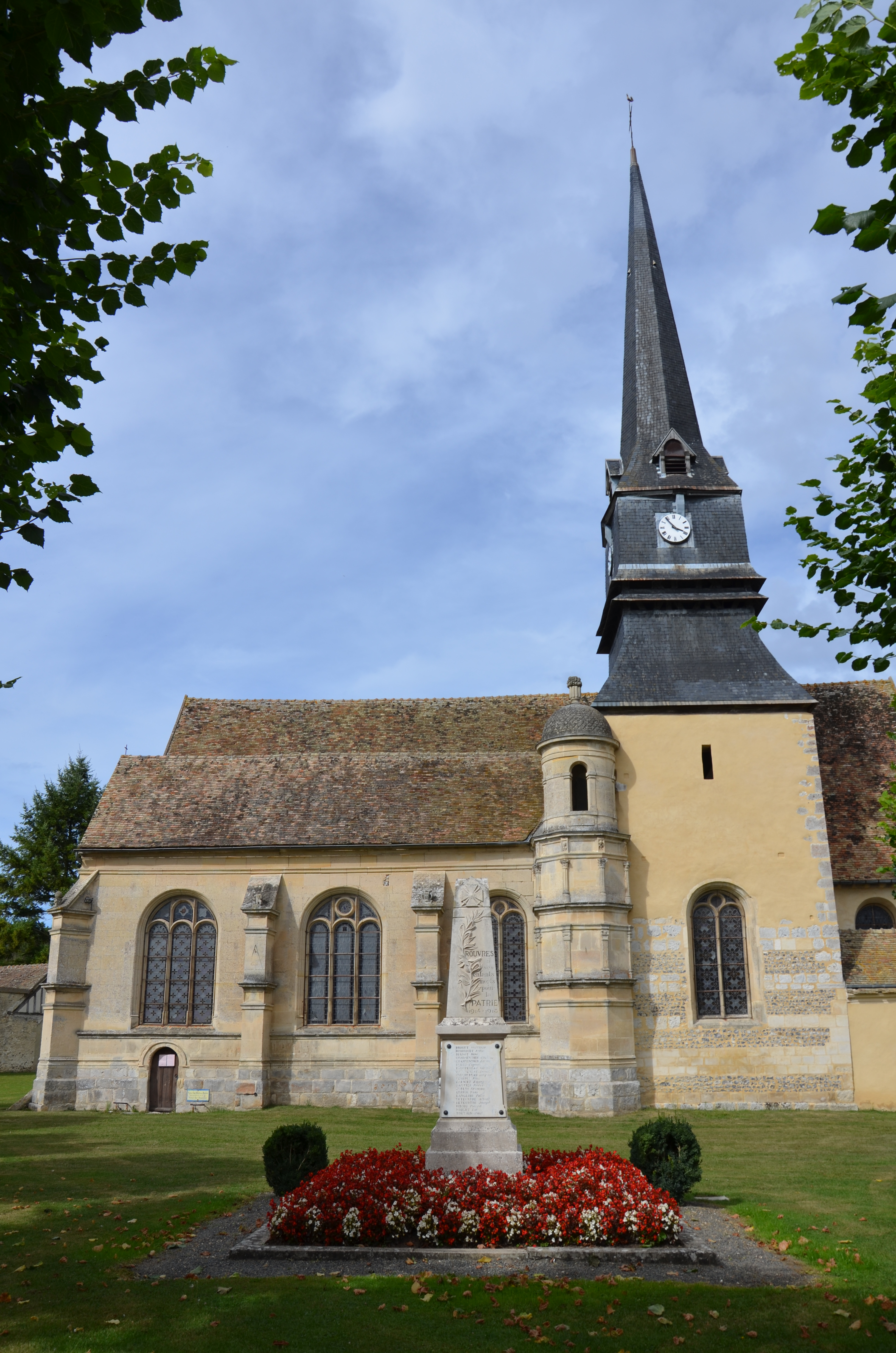
Kirche Saint-Martin

- 1962: 363
- 1968: 400
- 1975: 450
- 1982: 604
- 1990: 666
- 1999: 775
- 2012: 834
- 2017: 823